# كينازولين
كينازولين هو مركب عضوي حلقي نتروجيني له الصيغة الكيميائية C8H6N2، ويكون على شكل بلورات صفراء شاحبة.
يتألف المركب بنيوياً من حلقتين مندمجتين من البنزين والبيريميدين؛ وهو ينتمي بذلك إلى مركبات ديازانفثالين.

## التحضير
حضر المركب لأول مرة من الكيميائي الألماني آوغست بيشلر August Bischler سنة 1895 من تفاعل نزع كربوكسيل من حمض كينازولين-2كربوكسيليك. ثم قام الكييمائي الألماني سيغموند غابرييل Siegmund Gabriel بنشر تقرير وصف كيفية تحضير المركب من أورثو نترو بنزيلامين، وذلك بالاختزال باستخدام الفوسفور وحمض هيدرويوديك إلى 2-أمينوبنزيلامين، والذي يؤكسد لاحقاً إلى الكينازولين.

## الخواص
يوجد المركب في الشروط القياسية على شكل بلورات ذات لون أصفر شاحب، وهي منحلة في الماء، كما تذوب في المذيبات القطبية.
يخضع المركب إلى تفاعل حلمهة ليعطي 2-أمينوبنزالدهيد إما في وسط حمضي من حمض الفورميك أو في وسط قاعدي من الأمونياك.
يبدي المركب خواصاً قاعدية ضعيفة، حيث يبلغ ثابت تفكك الحمض (pKa) قيمة مقدارها 3.51

## الاستخدامات
يدخل الكينازولين في تركيب بعض العقاقير.

## معرض صور

## اقرأ أيضاً
- ديازانفثالين